# Liberais (Noruega)
Os Liberais (nome inoficial; norueguês BM: Liberalistene; NN: Liberalistane; inglês: Capitalist Party) é um partido político da Noruega. Fundado em 2014, o partido tém aproximadamente 1.100 membros (março 2016).

## Resultados eleitorais

### Eleições em 2015
As eleições municipais e condais foram realizadas entre 13 e 14 de setembro. O partido participou somente na Cidade de Oslo.
| Condado        | Votos | %    | Deputados | +/-     | Status             |
| -------------- | ----- | ---- | --------- | ------- | ------------------ |
| Cidade de Oslo | 458   | 0,10 | 0 / 59    | Estável | Extra-parlamentar. |

### Eleições em 2017
As eleições nacionais foram realizadas entre 10 e 11 de setembro. O partido participou em todos condados do país.
| Condado        | Votos | %    | Deputados | +/-     | Status                     |
| -------------- | ----- | ---- | --------- | ------- | -------------------------- |
| Todos condados | 5.599 | 0,20 | 0 / 169   | Estável | Extra-parlamentar de novo. |